# Anolis noblei
Anolis noblei är en ödleart som beskrevs av  Barbour och SHREVE 1935. Anolis noblei ingår i släktet anolisar, och familjen Polychrotidae.

## Underarter
Arten delas in i följande underarter:
- A. n. noblei
- A. n. galeifer